# Doryfera johannae
Il lanciere fronteblu o beccodilancia fronteblu (Doryfera johannae (Bourcier, 1847)) è un uccello della famiglia Trochilidae. L'epiteto scientifico johannae è in onore di Johanna Loddiges figlia dell'ornitologo britannico George Loddiges.

## Descrizione
Gli esemplari maschi di lanciere fronteblu hanno il piumaggio del dorso di colore verde e quello del ventre blu scuro. Inoltre i maschi presentano la caratteristica fronte blu iridescente, alla quale questo colibrì deve il suo nome comune. Le femmine invece sono verdi nel dorso ma hanno il ventre di un blu più grigiastro e la fronte di un blu-verdastro. Entrambi i sessi di lanciere fronteblu presentano inoltre la parte posteriore del collo ramata e la coda scura, tondeggiante e con le punte grigiastre.
Il lanciare fronteblu è distinguibile dal lancieri fronteverde in quanto più scuro, con il becco più corto, il corpo più piccolo, essendo il primo di 9,5 centimetri e il secondo di 11,5 centimetri, e per avere la fronte blu anzi che verde. Differenza quest'ultima meno evidente tra le femmine di lanciere fronteblu e gli esemplari di lanciere fronteverde. 

## Distribuzione e habitat
Il lanciere fronteblu è un uccello stanziale diffuso esclusivamente in Sudamerica e il suo areale è diviso in due regioni separate. Una, abitata dalla sottospecie nominante, D. j. johanne, va, seguendo il versante continentale della cordigliera delle Ande, dalla Colombia sudorientale attraverso l'Ecuador sino al Parco nazionale Yanachaga-Chemillén in Perù.
La seconda regione dell'areale, dove vive la sottospecie D. j. guianensis, si estende principalmente nella parte del Venezuela a sud dell'Orinoco, in un'area a mezzaluna che va dallo stato di Amazonas al Cuyuni-Mazaruni occidentale in Guyana, attraversando il Bolívar centromeridionale e sconfinando di poco in Brasile la dove il Roraima si insinua nel Venezuela.
Il lanciere fronteblu vive nelle foreste umide collinari e nelle pianure ad esse adiacenti. L'altitudine alla quale si ritrovano gli esemplari di questa specie varia infatti tra i 1400 e i 500 metri.

## Tassonomia
Sono note le seguenti sottospecie:
- Doryfera johannae johannae (Bourcier, 1847) - sottospecie nominante, diffusa nelle regioni andine.
- Doryfera johannae guianensis (Boucard, 1893) - sottospecie diffusa nella parte interna del Sudamerica.